# Ogou (Togo)

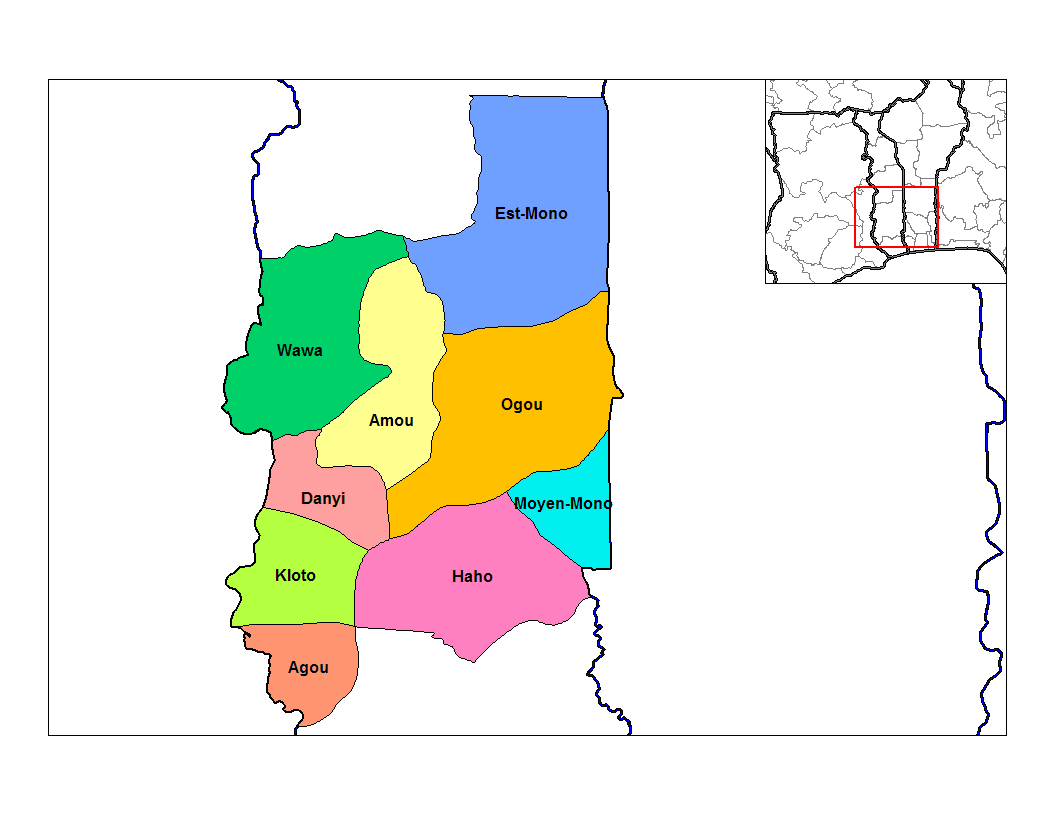
Prefeituras de Plateaux

Ogou é uma prefeitura localizada na região de Plateaux do Togo. A sede da prefeitura está localizada em Atakpamé.